# Diego Medina
Diego Javier Medina (Torreón, 12 de marzo de 2001) es un futbolista mexicano. Juega como centrocampista y su equipo actual es el Club Santos Laguna de la Liga MX. 

## Trayectoria

### Club Santos Laguna

#### Fuerzas básicas
El atacante oriundo de Torreón, Coahuila de Zaragoza se incorporó a la institución albiverde en la categoría sub-13, pasando por los representativos sub-15, sub-17 y sub-20.

#### Primer equipo
Debuta profesionalmente, de la mano del entrenador Guillermo Almada, el martes 30 de julio de 2019, en el partido entre el Santos Laguna y los Correcaminos de la UAT, correspondiente a la jornada 1 de la Copa México 2019-20.

#### Préstamo al Tampico Madero Fútbol Club
El 21 de julio de 2020 se anuncia la incorporación de Medina al Tampico Madero Fútbol Club en condición de cedido.

## Dorsales
| Clubes            | País   | Dorsales | Año         |
| ----------------- | ------ | -------- | ----------- |
| C. Santos Laguna  | México | 195      | (2019-Act.) |
| T. M. Fútbol Club | México | 12       | (2020-Act.) |

## Selección nacional
Ha representado a México a nivel sub-15 y sub-18. En enero de 2020, a través de un comunicado de prensa, se anunció su incorporación a la primera concentración del año de la sub-20, con sede en Florida, Estados Unidos de América, dirigida por Raúl Chabrand.

## Estadísticas
Actualizado al último partido jugado el 2 de septiembre de 2024.
| C. Santos Laguna · México           |               |               |     |    |   |   |   |    |     |    |
| 1ª                                  | 2019-20       | 0             | 0   | 6  | 0 | - | - | 6  | 0   |    |
| 1ª                                  | 2022          | 11            | 1   | -  | - | 1 | 0 | 12 | 1   |    |
| 1ª                                  | 2022-23       | 26            | 4   | -  | - | - | - | 26 | 4   |    |
| 1ª                                  | 2023-24       | 33            | 2   | -  | - | 2 | 0 | 35 | 2   |    |
| 1ª                                  | 2024-25       | 7             | 0   | -  | - | 3 | 0 | 10 | 0   |    |
| Total club                          | Total club    | 77            | 7   | 6  | 0 | 6 | 0 | 89 | 7   |    |
| Tampico Madero F. C. · México       |               |               |     |    |   |   |   |    |     |    |
| 2ª                                  | 2020-21       | 20            | 4   | -  | - | - | - | 20 | 4   |    |
| 2ª                                  | 2021          | 21            | 3   | -  | - | - | - | 21 | 3   |    |
| Total club                          | Total club    | 41            | 7   | 0  | 0 | 0 | 0 | 41 | 7   |    |
| Total carrera                       | Total carrera | Total carrera | 118 | 14 | 6 | 0 | 6 | 0  | 130 | 14 |
| (1)Incluye datos de la Copa México. |               |               |     |    |   |   |   |    |     |    |

## Palmarés

### Campeonatos nacionales
| Título               | Equipo                     | País   | Año    |
| -------------------- | -------------------------- | ------ | ------ |
| Liga de Expansión MX | Tampico Madero Fútbol Club | México | G-2020 |